# Łachwa (rzeka)
Łachwa (biał. Лахва; ros. Лахва; pol. hist. Łochwa) – rzeka na Białorusi, w obwodzie mohylewskim. Prawy dopływ Dniepru. Należy do zlewiska Morza Czarnego.

## Rzeka i dolina
Szerokość rzeki zazwyczaj wynosi do 20 m, miejscowo dochodząc nawet do 40 m. Brzegi mają ok. 0,5–1 m wysokości, w dolnym biegu spotykane są także wyższe brzegi do 2 m. Najwyższy poziom wód występuje końcem marca, gdy głębokość może wynieść do 2,2 m w dolnym biegu.
Dolina płaskodenna o kształcie trapezu. W górnym biegu szeroka na 0,5-0,8 km, w dolnym jej szerokość waha się pomiędzy 1 a 1,5 km. Zbocza są łagodne i umiarkowanie strome.

## Przebieg
Jej źródła znajdują się ok. 1 km na północny wschód od wsi Staraja Wadwa, w rejonie szkłowskim. Następnie rzeka płynie na południe przez rejon mohylewski, od zachodu omijając Mohylew. Z większych miejscowości przepływa tu przez Kniażyce oraz mija m.in. drogę magistralną M4, linię kolejową Osipowicze – Mohylew i drogę republikańską R93.
Końcowy odcinek rzeki leży na terenie rejonu bychowskiego, gdzie w pobliżu ujścia przepływa pod linią kolejową Mohylew – Żłobin oraz drogą republikańską R97. Uchodzi do Dniepru we wsi Załachwiennie, w pobliżu Monasteru Wniebowstąpienia Pańskiego w Barkułabowie.
Prowadzona na niej jest turystyka kajakowa.

## Dopływy
Do znaczniejszych dopływów zaliczają się: Łachwica, Żywarezka i Praciunica.